# Девід Гілі
Де́від Гі́лі (англ. David Healy, нар. 5 серпня 1979, Кіллілей) — колишній північноірландський футболіст, нападник.
Більшу частину кар'єри провів в низці англійських клубів, але лише три з них («Манчестер Юнайтед», «Фулгем» та «Сандерленд») грали в Прем'єр-лізі. Крім того грав за шотландський «Рейнджерс» та національну збірну Північної Ірландії у складі якої є рекордсменом за кількістю забитих м'ячів (36 голів).
По завершенні ігрової кар'єри став футбольним тренером, наразі очолює «Лінфілд».

## Клубна кар'єра
Народився 5 серпня 1979 року. Вихованець футбольної школи клубу «Манчестер Юнайтед». 
У дорослому футболі дебютував 1999 року виступами за «Манчестер Юнайтед», в якому провів один сезон, взявши участь лише у одному матчі чемпіонату. Не пробившись до основного складу «червоних дияволів», був змушений відправитися в оренду у нижчоліговий «Порт Вейл».
2000 року, спочатку на правах оренди, а потім і повноцінно, перейшов у «Престон Норт-Енд», в якому в сумі провів 5 сезонів, з невеликою перервою на орендні виступи за «Норвіч Сіті».
Своєю грою за команду з Престона привернув увагу представників тренерського штабу клубу «Лідс Юнайтед», до складу якого приєднався в жовтні 2004 року. Відіграв за команду з Лідса наступні три сезони своєї ігрової кар'єри. Більшість часу, проведеного у складі «Лідс Юнайтед», був основним гравцем атакувальної ланки команди. Після того як «Лідс» за підсумками сезону 2006–07 вилетів до Першої ліги, покинув клуб.
Протягом сезону 2007/08 грав Прем'єр-лізі за «Фулгем», після чого перейшов у «Сандерленд», але закріпитись не зумів і виступав в нижчолігових клубах «Іпсвіч Таун» та «Донкастер Роверз».
В січні 2011 року приєднався до складу шотландського «Рейнджерса» і за півтора року встиг відіграти за команду з Глазго 19 матчів в національному чемпіонаті, ставши чемпіоном Шотландії і володарем кубка ліги. Влітку 2012 року клуб через борги був понижений до третього дивізіону, після чого Девід покинув команду.
Завершив професійну ігрову кар'єру у клубі «Бері» з Першої ліги, за який виступав протягом сезону 2012/13 років, проте не врятував команду від вильоту до четвертого за рівнем дивізіону Англії.

## Виступи за збірні
З 1993 року виступав у складі юнацької збірної Північної Ірландії, взяв участь у 17 іграх на юнацькому рівні, відзначившись 9 забитими голами.
Протягом 1998—1999 років залучався до складу молодіжної збірної Північної Ірландії. На молодіжному рівні зіграв у 8 офіційних матчах, забив 4 голи.
1999 року провів один матч у складі другої збірної Північної Ірландії.
23 лютого 2000 року дебютував в офіційних матчах у складі національної збірної Північної Ірландії в товариському матчі проти збірної Люксембургу, що завершилася з рахунком 3-1, а Девід забив два м'ячі. 6 вересня 2006 року у відбірковому матчі до чемпіонату Європи 2008 року проти збірної Іспанії зробив хет-трик і приніс Північній Ірландії сенсаційну перемогу 3:2. В підсумку він став найкращим бомбардиром відбіркового турніру Євро-2008 (13 голів), проте його збірна зайняла лише 3 місце у групі і не вийшла у фінальний турнір.
Всього провів у формі головної команди Північної Ірландії 95 матчів, забивши 36 голів і є найкращим бомбардиром в історії своєї національної збірної. 

## Тренерська кар'єра
З жовтня 2015 року очолює клуб «Лінфілд», прихильником якого був усе своє життя

## Статистика
| Клуб               | Сезон             | Ліга | Ліга | Кубки | Кубки | Єврокубки | Єврокубки | Інше | Інше | Всього | Всього |
| Клуб               | Сезон             | Ігри | Голи | Ігри  | Голи  | Ігри      | Голи      | Ігри | Голи | Ігри   | Голи   |
| ------------------ | ----------------- | ---- | ---- | ----- | ----- | --------- | --------- | ---- | ---- | ------ | ------ |
| Манчестер Юнайтед  | 1999/00           | 0    | 0    | 1     | 0     | 0         | 0         | 0    | 0    | 1      | 0      |
| Манчестер Юнайтед  | 2000/01           | 1    | 0    | 1     | 0     | 0         | 0         | 0    | 0    | 2      | 0      |
| Манчестер Юнайтед  | Всього            | 1    | 0    | 2     | 0     | 0         | 0         | 0    | 0    | 3      | 0      |
| → Порт Вейл        | 1999/00           | 16   | 3    | 0     | 0     | -         | -         | 0    | 0    | 16     | 3      |
| → Порт Вейл        | Всього            | 16   | 3    | 0     | 0     | 0         | 0         | 0    | 0    | 16     | 3      |
| Престон Норт Енд   | 2000/01           | 22   | 9    | 1     | 0     | -         | -         | 3    | 1    | 26     | 10     |
| Престон Норт Енд   | 2001/02           | 44   | 10   | 5     | 0     | -         | -         | 0    | 0    | 49     | 10     |
| Престон Норт Енд   | 2002/03           | 23   | 5    | 5     | 0     | -         | -         | 0    | 0    | 28     | 5      |
| Престон Норт Енд   | 2003/04           | 38   | 15   | 4     | 0     | -         | -         | 0    | 0    | 42     | 15     |
| Престон Норт Енд   | 2004/05           | 11   | 5    | 1     | 0     | -         | -         | 0    | 0    | 12     | 5      |
| Престон Норт Енд   | Всього            | 138  | 44   | 16    | 0     | 0         | 0         | 3    | 1    | 157    | 45     |
| → Норвіч Сіті      | 2002/03           | 13   | 2    | 0     | 0     | -         | -         | 0    | 0    | 13     | 2      |
| → Норвіч Сіті      | Всього            | 13   | 2    | 0     | 0     | 0         | 0         | 0    | 0    | 13     | 2      |
| Лідс Юнайтед       | 2004/05           | 28   | 7    | 1     | 0     | -         | -         | 0    | 0    | 29     | 7      |
| Лідс Юнайтед       | 2005/06           | 42   | 12   | 4     | 2     | -         | -         | 2    | 0    | 48     | 14     |
| Лідс Юнайтед       | 2006/07           | 41   | 10   | 3     | 0     | -         | -         | 0    | 0    | 44     | 10     |
| Лідс Юнайтед       | Всього            | 111  | 29   | 8     | 2     | 0         | 0         | 2    | 0    | 121    | 31     |
| Фулгем             | 2007/08           | 30   | 4    | 4     | 2     | 0         | 0         | 0    | 0    | 34     | 6      |
| Фулгем             | Всього            | 30   | 4    | 4     | 2     | 0         | 0         | 0    | 0    | 34     | 6      |
| Сандерленд         | 2008/09           | 10   | 1    | 4     | 2     | 0         | 0         | 0    | 0    | 14     | 3      |
| Сандерленд         | 2009/10           | 3    | 0    | 4     | 0     | 0         | 0         | 0    | 0    | 7      | 0      |
| Сандерленд         | 2010/11           | 0    | 0    | 0     | 0     | 0         | 0         | 0    | 0    | 0      | 0      |
| Сандерленд         | Всього            | 13   | 1    | 8     | 2     | 0         | 0         | 0    | 0    | 21     | 3      |
| → Іпсвіч Таун      | 2009/10           | 12   | 1    | 0     | 0     | -         | -         | 0    | 0    | 12     | 1      |
| → Іпсвіч Таун      | Всього            | 12   | 1    | 0     | 0     | 0         | 0         | 0    | 0    | 12     | 1      |
| → Донкастер Роверз | 2010/11           | 8    | 2    | 0     | 0     | -         | -         | 0    | 0    | 8      | 2      |
| → Донкастер Роверз | Всього            | 8    | 2    | 0     | 0     | 0         | 0         | 0    | 0    | 8      | 2      |
| Рейнджерс          | 2010/11           | 8    | 1    | 0     | 0     | 2         | 0         | 0    | 0    | 10     | 1      |
| Рейнджерс          | 2011/12           | 11   | 3    | 3     | 1     | 1         | 0         | 0    | 0    | 15     | 4      |
| Рейнджерс          | Всього            | 19   | 4    | 3     | 1     | 3         | 0         | 0    | 0    | 25     | 5      |
| Бері               | 2012/13           | 7    | 1    | 1     | 0     | -         | -         | 1    | 0    | 9      | 1      |
| Бері               | Всього            | 16   | 1    | 1     | 0     | 0         | 0         | 2    | 0    | 19     | 1      |
| Усього за кар'єру  | Усього за кар'єру | 377  | 91   | 42    | 7     | 3         | 0         | 7    | 1    | 429    | 99     |

| Збірна Північної Ірландії | Збірна Північної Ірландії | Збірна Північної Ірландії |
| Роки                      | Ігри                      | Голи                      |
| ------------------------- | ------------------------- | ------------------------- |
| 2000                      | 7                         | 5                         |
| 2001                      | 8                         | 3                         |
| 2002                      | 6                         | 0                         |
| 2003                      | 8                         | 0                         |
| 2004                      | 10                        | 8                         |
| 2005                      | 9                         | 3                         |
| 2006                      | 6                         | 5                         |
| 2007                      | 8                         | 9                         |
| 2008                      | 8                         | 2                         |
| 2009                      | 9                         | 0                         |
| 2010                      | 5                         | 0                         |
| 2011                      | 7                         | 0                         |
| 2012                      | 3                         | 1                         |
| 2013                      | 1                         | 0                         |
| Всього                    | 95                        | 36                        |

## Титули і досягнення
Гравець
- Чемпіон Шотландії (1):

«Рейнджерс»: 2010-11
- Володар Кубка шотландської ліги (1):

«Рейнджерс»: 2010-11
Тренер
- Чемпіон Північної Ірландії (6):

«Лінфілд»: 2016-17, 2018-19, 2019-20, 2020-21, 2021-22, 2024-25
- Володар Кубка північноірландської ліги (3):

«Лінфілд»: 2018-19, 2022-23, 2023-24
- Володар Кубка Північної Ірландії (2):

«Лінфілд»: 2016-17, 2020-21
- Володар Суперкубка Північної Ірландії (1):

«Лінфілд»:  2017